# Französische Formel-4-Meisterschaft 2014
Die französische Formel-4-Meisterschaft 2014 (offiziell Championnat de France de Formule 4 2014) war die 22. Saison der 1600cc Formel-Renault-Markenrennserie sowie die vierte Saison der französischen Formel-4-Meisterschaft. Es gab 21 Rennen, die Meisterschaft begann am 26. April in Le Mans und endete am 26. Oktober in Le Castellet. Lasse Sørensen gewann den Meistertitel der Fahrer.

## Fahrer
Anders als in anderen Rennserien gab es keine Teams, alle Fahrer wurden vom Organisator Fédération française du sport automobile (FFSA) betreut. Alle Fahrer verwendeten das Signatech-Chassis FR1.6, den 1,6-Liter-K4MRS-Saugmotor von Renault und Reifen von Kumho.
| Auto # | Fahrer               | Status | Rennwochenende | Quelle |
| ------ | -------------------- | ------ | -------------- | ------ |
| 01     | Paul Hökfelt junior  | J      | Alle           |        |
| 02     | Amaury Richard       | I      | Alle           |        |
| 03     | Reuben Kressner      | I      | Alle           |        |
| 04     | David Droux          | I      | 1–6            |        |
| 05     | Bryan Elpitiya       | J      | Alle           |        |
| 06     | Felix Hirsiger       | J      | Alle           |        |
| 07     | Valentin Hasse-Clot  | I      | Alle           |        |
| 08     | Tom Soubiron         | I      | 1–5, 7         |        |
| 09     | Dorian Boccolacci    | J      | Alle           |        |
| 10     | Vladimir Atoev       | J      | Alle           |        |
| 11     | Erwan Jule           | I      | Alle           |        |
| 12     | Hugo Sugnot-Darniche | J      | Alle           |        |
| 14     | Simo Laaksonen       | J      | Alle           |        |
| 15     | Denis Bulatov        | J      | Alle           |        |
| 16     | Valentin Moineault   | I      | Alle           |        |
| 17     | Gjergj Haxhiu        | J      | Alle           |        |
| 18     | Niclas Nylund        | I      | 1–6            |        |
| 19     | Juan Manuel Jimenez  | J      | 1–3            |        |
| 20     | Axel Matus           | J      | Alle           |        |
| 21     | Joey Mawson          | I      | 1–6            |        |
| 22     | Anouck Abadie        | I      | Alle           |        |
| 23     | Lasse Sørensen       | I      | Alle           |        |
| 24     | João Carvalho        | I      | Alle           |        |
| 25     | Patricio O’Ward      | J      | 3–7            |        |
| 26     | Max Defourny         | J G    | 4–5, 7         |        |
| 27     | Harrison Newey       | J      | 7              |        |

## Rennkalender
Es gab sieben Rennwochenenden in zwei Ländern zu je drei Rennen. Im Vergleich zum Vorjahr flogen Lédenon und Spa aus dem Rennkalender, neu hinzu kamen Jerez de la Frontera sowie Nogaro.
| Nr. | Datum         | Rennstrecke                                 | Sieger             | Zweiter             | Dritter             | Pole-Position      | Schnellste Rennrunde |
| --- | ------------- | ------------------------------------------- | ------------------ | ------------------- | ------------------- | ------------------ | -------------------- |
| 01. | 26. April     | Circuit Bugatti (Le Mans)                   | Joey Mawson        | Lasse Sørensen      | Dorian Boccolacci   | Joey Mawson        | Felix Hirsiger       |
| 02. | 26. April     | Circuit Bugatti (Le Mans)                   | Bryan Elpitiya     | Felix Hirsiger      | Joey Mawson         |                    | Joey Mawson          |
| 03. | 27. April     | Circuit Bugatti (Le Mans)                   | Joey Mawson        | Lasse Sørensen      | Felix Hirsiger      | Felix Hirsiger     | Denis Bulatov        |
| 04. | 10. Mai       | Circuit de Pau-Ville (Pau)                  | Dorian Boccolacci  | Lasse Sørensen      | Felix Hirsiger      | Dorian Boccolacci  | Dorian Boccolacci    |
| 05. | 10. Mai       | Circuit de Pau-Ville (Pau)                  | Denis Bulatov      | Simo Laaksonen      | Valentin Moineault  |                    | David Droux          |
| 06. | 11. Mai       | Circuit de Pau-Ville (Pau)                  | Dorian Boccolacci  | Lasse Sørensen      | Felix Hirsiger      | Dorian Boccolacci  | Lasse Sørensen       |
| 07. | 05. Juli      | Circuit du Val de Vienne (Le Vigeant)       | Lasse Sørensen     | Felix Hirsiger      | Paul Hökfelt junior | Lasse Sørensen     | Lasse Sørensen       |
| 08. | 05. Juli      | Circuit du Val de Vienne (Le Vigeant)       | Lasse Sørensen     | Denis Bulatov       | Joey Mawson         |                    | Lasse Sørensen       |
| 09. | 06. Juli      | Circuit du Val de Vienne (Le Vigeant)       | Lasse Sørensen     | Dorian Boccolacci   | Valentin Moineault  | Lasse Sørensen     | Lasse Sørensen       |
| 10. | 06. September | Circuit de Nevers Magny-Cours (Magny-Cours) | Felix Hirsiger     | Lasse Sørensen      | Dorian Boccolacci   | Felix Hirsiger     | Lasse Sørensen       |
| 11. | 06. September | Circuit de Nevers Magny-Cours (Magny-Cours) | Denis Bulatov      | Valentin Hasse-Clot | Joey Mawson         |                    | Joey Mawson          |
| 12. | 07. September | Circuit de Nevers Magny-Cours (Magny-Cours) | Felix Hirsiger     | Joey Mawson         | Lasse Sørensen      | Felix Hirsiger     | Valentin Hasse-Clot  |
| 13. | 27. September | Circuit Paul Armagnac (Nogaro)              | Lasse Sørensen     | Dorian Boccolacci   | Felix Hirsiger      | Lasse Sørensen     | Lasse Sørensen       |
| 14. | 27. September | Circuit Paul Armagnac (Nogaro)              | Lasse Sørensen     | Felix Hirsiger      | Valentin Hasse-Clot |                    | Lasse Sørensen       |
| 15. | 28. September | Circuit Paul Armagnac (Nogaro)              | Lasse Sørensen     | Dorian Boccolacci   | Felix Hirsiger      | Lasse Sørensen     | Dorian Boccolacci    |
| 16. | 18. Oktober   | Circuito de Jerez (Jerez de la Frontera)    | Joey Mawson        | Lasse Sørensen      | Patricio O’Ward     | Joey Mawson        | Joey Mawson          |
| 17. | 19. Oktober   | Circuito de Jerez (Jerez de la Frontera)    | Gjergj Haxhiu      | David Droux         | Niclas Nylund       |                    | Vladimir Atoev       |
| 18. | 19. Oktober   | Circuito de Jerez (Jerez de la Frontera)    | Lasse Sørensen     | Joey Mawson         | Valentin Moineault  | Joey Mawson        | Lasse Sørensen       |
| 19. | 25. Oktober   | Circuit Paul Ricard (Le Castellet)          | Lasse Sørensen     | Felix Hirsiger      | Amaury Richard      | Lasse Sørensen     | Felix Hirsiger       |
| 20. | 25. Oktober   | Circuit Paul Ricard (Le Castellet)          | Patricio O’Ward    | Lasse Sørensen      | Vladimir Atoev      |                    | Lasse Sørensen       |
| 21. | 26. Oktober   | Circuit Paul Ricard (Le Castellet)          | Valentin Moineault | Lasse Sørensen      | Dorian Boccolacci   | Valentin Moineault | Dorian Boccolacci    |

## Wertung

### Punktesystem
Bei jedem Rennen bekamen die ersten zehn des Rennens 25, 18, 15, 12, 10, 8, 6, 4, 2 bzw. 1 Punkt(e). Der schnellste Fahrer aus den Qualifyings erhielt einen Bonuspunkt für die Pole-Position. Für die schnellste Runde im Rennen gab es ebenfalls einen Bonuspunkt. Fahrer, welche zum Zeitpunkt der Meisterschaft jünger als 16 waren, traten automatisch in der Juniorenkategorie an und waren damit nicht für die Fahrerwertung punktberechtigt.
| Punkteverteilung | Punkteverteilung | Punkteverteilung | Punkteverteilung | Punkteverteilung | Punkteverteilung | Punkteverteilung | Punkteverteilung | Punkteverteilung | Punkteverteilung | Punkteverteilung | Punkteverteilung | Punkteverteilung |
| ---------------- | ---------------- | ---------------- | ---------------- | ---------------- | ---------------- | ---------------- | ---------------- | ---------------- | ---------------- | ---------------- | ---------------- | ---------------- |
| Platz            | 1                | 2                | 3                | 4                | 5                | 6                | 7                | 8                | 9                | 10               | PP               | SR               |
| Punkte           | 25               | 18               | 15               | 12               | 10               | 8                | 6                | 4                | 2                | 1                | 1                | 1                |

### Fahrerwertung
| Pos.                                      | Fahrer             | LMS | LMS | LMS | PAU | PAU | PAU | VDV | VDV | VDV | MAG | MAG | MAG | NOG | NOG | NOG | JER | JER | JER | LEC | LEC | LEC | Punkte |
| Pos.                                      | Fahrer             | R1  | R2  | R3  | R1  | R2  | R3  | R1  | R2  | R3  | R1  | R2  | R3  | R1  | R2  | R3  | R1  | R2  | R3  | R1  | R2  | R3  | Punkte |
| ----------------------------------------- | ------------------ | --- | --- | --- | --- | --- | --- | --- | --- | --- | --- | --- | --- | --- | --- | --- | --- | --- | --- | --- | --- | --- | ------ |
| 01                                        | L. Sørensen        | 2   | 22* | 2   | 2   | 8   | 2   | 1   | 1   | 1   | 2   | 8   | 3   | 1   | 1   | 1   | 2   | 7   | 1   | 1   | 2   | 2   | 387    |
| 02                                        | D. Boccolacci      | 3   | 5   | 4   | 1   | 9   | 1   | 7   | 4   | 2   | 3   | DNF | 12  | 2   | 4   | 2   | 4   | 6   | 20  | 5   | DNF | 3   | 238    |
| 03                                        | F. Hirsiger        | 6   | 2   | 3   | 3   | 7   | 3   | 2   | DNF | 19  | 1   | 6   | 1   | 3   | 2   | 3   | 12  | 9   | 13  | 2   | DNS | 20  | 226    |
| 04                                        | J. Mawson          | 1   | 3   | 1   | DSQ | 17  | 20* | 6   | 3   | DNF | 4   | 3   | 2   | 9   | 16  | 8   | 1   | 16  | 2   |     |     |     | 188    |
| 05                                        | D. Bulatov         | 18  | 10  | 6   | 8   | 1   | DNF | 5   | 2   | 7   | 9   | 1   | 7   | 6   | 13  | 6   | 6   | 5   | 12  | 6   | 5   | 6   | 168    |
| 06                                        | V. Moineault       | 16  | DNF | DNS | 5   | 3   | 16  | 12  | 8   | 3   | 14  | 10  | 8   | 7   | 5   | 11  | 5   | 4   | 3   | 4   | 7   | 1   | 150    |
| 07                                        | P. O’Ward          |     |     |     |     |     |     | 4   | 5   | 5   | 5   | DNF | 11  | 4   | 6   | 5   | 3   | 8   | 5   | 7   | 1   | 5   | 143    |
| 08                                        | P. Hökfelt jr.     | 7   | 4   | 7   | DNF | DNF | DNF | 3   | DNF | 6   | 11  | 5   | 5   | 11  | 10  | 9   | 9   | 14  | 8   | 8   | 6   | 4   | 103    |
| 09                                        | A. Richard         | 4   | 16  | 5   | 6   | 5   | 5   | 9   | 17  | 4   | 17  | DNF | 16  | 13  | DNF | 19  | 13  | 20  | 17  | 3   | 8   | 18  | 85     |
| 10                                        | V. Hasse-Clot      | 13  | 6   | 9   | DNF | 10  | DNF | 10  | DNF | 9   | 7   | 2   | 4   | 5   | 3   | 7   | 11  | 10  | 14  | DNF | 15  | DNF | 83     |
| 11                                        | V. Atoev           | 5   | 9   | 20  | DNF | 11  | 6   | 11  | 7   | 8   | 8   | 12  | 18  | 8   | 19  | 4   | 15  | 11  | 9   | 9   | 4   | 10  | 71     |
| 12                                        | D. Droux           | 15  | 13  | 12  | 4   | 6   | 12  | 20* | 10  | DNF | 6   | 7   | 6   | 15  | 11  | 15  | 7   | 2   | 10  |     |     |     | 69     |
| 13                                        | B. Elpitiya        | 10  | 1   | 8   | DNF | 14  | DNF | 8   | 6   | 12  | DNF | 11  | DNF | 16  | 8   | 22  | 14  | 17  | 7   | 17  | EX  | EX  | 53     |
| 14                                        | E. Jule            | 8   | 21* | 11  | 7   | 4   | 4   | 13  | 12  | 11  | 10  | 4   | 9   | 19  | 14  | 14  | DNF | 21  | DNS | 13  | 10  | 11  | 52     |
| 15                                        | N. Nylund          | 14  | 11  | 10  | 11  | 20* | 7   | DNF | 14  | 17  | DNF | 13  | 13  | 12  | 7   | 12  | 8   | 3   | 4   |     |     |     | 44     |
| 16                                        | G. Haxhiu          | 11  | 12  | 13  | DNF | DNF | 10  | 18  | 11  | 10  | 13  | DNF | 15  | 21  | 22* | 16  | 10  | 1   | 6   | DNF | DNF | 8   | 40     |
| 17                                        | S. Laaksonen       | 12  | 8   | 14  | 9   | 2   | 11  | 15  | 9   | 13  | 20  | 19* | 19  | 17  | 12  | 18  | 16  | 22  | 16  | 11  | 9   | 13  | 31     |
| 18                                        | R. Kressner        | 9   | 7   | 15  | 16* | 16  | 8   | DNF | 15  | DNF | DNF | 18  | 14  | 14  | 9   | 13  | DNF | 19  | 11  | 12  | DNF | 7   | 20     |
| 19                                        | J. Carvalho        | 21  | 18  | 19  | 10  | 19  | 9   | 16  | DNF | DNF | 16  | 15  | 21  | 22  | DNF | DNF | 19  | 13  | 18  | 16  | 12  | 16  | 3      |
| 20                                        | H. Newey           |     |     |     |     |     |     |     |     |     |     |     |     |     |     |     |     |     |     | 18  | 16  | 9   | 2      |
| 21                                        | A. Matus           | 19  | 15  | 18  | 12  | 15  | 15  | 17  | 16  | 16  | 18  | 14  | 17  | 18  | 15  | 17  | 17  | 18  | 15  | 15  | 11  | 15  | 1      |
| 22                                        | T. Soubiron        | 17  | 17  | 17  | 13  | 12  | 14  | 14  | 13  | 14  | 15  | 16  | 20  | 20  | 17  | 20  |     |     |     | 14  | 14  | 14  | 0      |
| 23                                        | H. Sugnot-Darniche | 22  | 19  | 21  | 14  | 18  | DNF | DNF | 19  | 15  | 19  | 17  | 22  | 23  | 18  | 21  | 18  | 12  | 21  | DNF | 13  | 17  | 0      |
| 24                                        | J. Jimenez         | 20  | 14  | 16  | 17* | 13  | 13  | DNF | 18  | 18  |     |     |     |     |     |     |     |     |     |     |     |     | 0      |
| 25                                        | A. Abadie          | DNF | 20  | 22  | 15  | 21  | 17  | 19  | 20  | DNF | 21  | DNF | 23  | 24  | 20  | 23  | 20  | 15  | 19  | 19  | 17  | 19  | 0      |
| Nicht in der Fahrerwertung berücksichtigt |                    |     |     |     |     |     |     |     |     |     |     |     |     |     |     |     |     |     |     |     |     |     |        |
| NC                                        | M. Defourny        |     |     |     |     |     |     |     |     |     | 12  | 9   | 10  | 10  | 21* | 10  |     |     |     | 10  | 3   | 12  | –      |
| Pos.                                      | Fahrer             | R1  | R2  | R3  | R1  | R2  | R3  | R1  | R2  | R3  | R1  | R2  | R3  | R1  | R2  | R3  | R1  | R2  | R3  | R1  | R2  | R3  | Punkte |
| Pos.                                      | Fahrer             | LMS | LMS | LMS | PAU | PAU | PAU | VDV | VDV | VDV | MAG | MAG | MAG | NOG | NOG | NOG | JER | JER | JER | LEC | LEC | LEC | Punkte |

| Legende       | Legende                        | Legende                                                              |
| Farbe         | Abkürzung                      | Bedeutung                                                            |
| ------------- | ------------------------------ | -------------------------------------------------------------------- |
| Gold          | –                              | Sieg                                                                 |
| Silber        | –                              | 2. Platz                                                             |
| Bronze        | –                              | 3. Platz                                                             |
| Grün          | –                              | 4. bis 10. Platz                                                     |
| Hellblau      | –                              | 10. Platz aufwärts (punktberechtigt)                                 |
| Blau          | –                              | Klassifiziert außerhalb der Punkteränge                              |
| Dunkelblau    | –                              | Klassifiziert innerhalb der Punkteränge aber keine Punktberechtigung |
| Violett       | DNF                            | Rennen nicht beendet (did not finish)                                |
| Violett       | NC                             | nicht klassifiziert (not classified)                                 |
| Rot           | DNQ                            | nicht qualifiziert (did not qualify)                                 |
| Rot           | DNPQ                           | in Vorqualifikation gescheitert (did not pre-qualify)                |
| Schwarz       | DSQ                            | disqualifiziert (disqualified)                                       |
| Weiß          | DNS                            | nicht am Start (did not start)                                       |
| Weiß          | WD                             | zurückgezogen (withdrawn)                                            |
| ohne          | PO                             | nur am Training teilgenommen (practiced only)                        |
| ohne          | DNP                            | nicht am Training teilgenommen (did not practice)                    |
| ohne          | INJ                            | verletzt oder krank (injured)                                        |
| ohne          | EX                             | ausgeschlossen (excluded)                                            |
| ohne          | DNA                            | nicht erschienen (did not arrive)                                    |
| ohne          | C                              | Rennen abgesagt (cancelled)                                          |
| ohne          | keine Teilnahme                |                                                                      |
| sonstige      | P/fett                         | Pole-Position                                                        |
| sonstige      | SR/kursiv                      | Schnellste Rennrunde                                                 |
| sonstige      | Q                              | Extrapunkte für Pole-Position                                        |
| sonstige      | X                              | Extrapunkte für gewonnene Positionen                                 |
| sonstige      | *                              | nicht im Ziel, aufgrund der zurückgelegten Distanz aber gewertet     |
| sonstige      | ()                             | Streichresultate                                                     |
| unterstrichen | Führender in der Gesamtwertung |                                                                      |